# Leopoldovy Hamry
Leopoldovy Hamry (německy Leopoldhammer) je zaniklá vesnice, součást obce Krajková v okrese Sokolov v Karlovarském kraji.
Vesnice se nacházela při levém břehu Libockého potoka, který zde v úseku asi 10 kilometrů tvoří hranici okresů Sokolov a Cheb. Vlastní obec se nacházela v místech, kde končí hladina vodní nádrže Horka.
Leopoldovy Hamry je také název katastrálního území o rozloze 12,84 km².

## Historie
Zemědělská usedlost na hartenberském panství byla prvně zmíněna 1350 pod jménem Luphartzsgrün. V okolí se severně od obce na svahu kopce Vysoká paseka (640 m) nacházejí dobývky na železnou rudu a její pozůstatky jsou viditelné v terénu. Tato rudní základna se zpracovávala v Leopoldových Hamrech. Uprostřed ložiska byl vyhlouben malý povrchový lom, odvodňovaný 35 metrů dlouhou štolou. Pro využití dřeva lesů založili Auerspergové nad Leopoldovými Hamry panskou sklářskou huť. Podle paní hraběnky se nazývala Františčina huť. Vyrábělo se tam sklo pro Starckovy minerální závody. Barevnou sklovinu občas vyplaví Libocký potok na ruinách sklárny. Kromě hamru využívaly vodu Libockého potoka sklárny hned několik mlýnů. V jednom z nich se vyráběly i dětské hudební hračky, odtud zvukomalebná přezdívka Túta-Fabrik. V roce 1910 nechala obec Krajková postavit v Leopoldových Hamrech elektrárnu, která kdysi elektřinou zásobovala Krajkovou.
Po druhé světové válce postihl vesnici odsun německého obyvatelstva. Když bývalí obyvatelé Leopoldových Hamrů směli poprvé po deseti letech navštívit vesnici, odkud byli 1946 vyhnáni, našli ještě skoro všechny domy, avšak prázdné, vyrabované a s vytlučenými okny. Jen údajná lesnická škola byla v provozu. Píše o tom paní Herta Huber ve vzpomínkové knize Die Grenze ist die alte Gartentür, která vyšla v roce 2011.
Leopoldovy Hamry zanikly v roce 1967 při výstavbě vodní nádrže Horka a obec prakticky zmizela pod vodou. Zaniklé Leopoldovy Hamry propůjčily své jméno přírodnímu parku Leopoldovy Hamry.

## Obyvatelstvo
Při sčítání lidu v roce 1921 zde žilo 149 obyvatel německé národnosti. Všichni obyvatelé se hlásili k římskokatolické církvi.
| Rok            | 1869 | 1880 | 1890 | 1900 | 1910 | 1921 | 1930 | 1950 | 1961 | 1970 | 1980 | 1991 | 2001 | 2011 |
| -------------- | ---- | ---- | ---- | ---- | ---- | ---- | ---- | ---- | ---- | ---- | ---- | ---- | ---- | ---- |
| Počet obyvatel | 202  | 201  | 138  | 126  | 126  | 149  | 142  | 37   | 37   | –    | –    | –    | –    | –    |
| Počet domů     | 16   | 25   | 27   | 22   | 21   | 21   | 24   | 20   | –    | –    | –    | –    | –    | –    |

## Obecní správa
Leopoldovy Hamry byly v roce 1869 osadou obce Gossengrün (Jindřichovice), v letech 1880–1910 obcí v okrese Sokolov, v letech 1921–1930 obcí v okrese Sokolov, v letech 1950–1980 osadou obce Krajková. Od 1. 4. 1980 se jako osada neuvádí.
V letech 1880–1910 a 1921–1930 byly pod názvem Bernau (Bernov) osadou obce Leopoldovy Hamry. Součástí obce byla i osada Skelná Huť, která zanikla v létech 1960–1970.